# Добар дан, довиђења и све између
Добар дан, довиђења и све између (енгл. Hello, Goodbye, and Everything In Between) амерички је љубавни филм из 2022. године, у режији Мајкла Левена, по сценарију Бена Јорка Џоунса и Ејми Рид. Темељи се на истоименом роману Џенифер Е. Смит. Главне улоге глуме: Талија Рајдер, Џордан Фишер, Ајо Едебири и Нико Хирага. Приказан је 6. јула 2022. за Netflix.

## Радња
Клер и Ејдан се договоре да ће раскинути пре факултета: без кајања, без сломљених срца. Али хоће ли им један епски опроштајни састанак пружити последњу прилику за љубав?

## Улоге
| Глумац            | Улога   |
| ----------------- | ------- |
| Талија Рајдер     | Клер    |
| Џордан Фишер      | Ејдан   |
| Ајо Едебири       | Стела   |
| Нико Хирага       | Скоти   |
| Џенифер Робертсон | Ненси   |
| Ева Деј           | Рајли   |
| Џулија Бенсон     | Клодија |
| Далијас Блејк     | Рик     |
| Патрик Сабонги    | Стив    |
| Сара Греј         | Колет   |
| Ђулије Амара      | Тес     |